# Max (Berlijn)
Max is een historisch Duits motorfietsmerk.
De bedrijfsnaam was Auto motor-Industrie GmbH, Berlin-Schöneberg (1924-1925).
Max was een van de vele kleine Duitse bedrijfjes die in de jaren na de Eerste Wereldoorlog emplooi zochten in de constructie van lichte en vooral goedkope motorfietsen. Max gebruikte 180 cc tweetaktmotoren en 446 cc zijklep-eencilinders die zeer waarschijnlijk als inbouwmotor bij andere producenten werden ingekocht.
De concurrentie onder deze fabrikanten was hevig en de meesten leverden alleen in hun eigen regio. Rond 1925 verdwenen de meesten van de markt en dat gebeurde ook met het merk Max.